# 5. септембар
5. септембар (5.9.) је 248. дан у години по грегоријанском календару (249. у преступној години). До краја године има још 117 дана.

## Догађаји
- 1514 — Турски султан Селим I ушао је у Табриз у Персији.
- 1538 — Цар и краљ Фердинанд I издаје повељу у Линцу, којом се досељеним Србима-крајишницима и њиховим старешинама (capitaneos et wayuodas Seruianos seu Rascianos) додељују и потврђују разна права и повластице у хабзбуршким пограничним областима.
- 1600 — Повељом енглеске краљице Елизабете основана је „Источноиндијска компанија“ која је добила монопол на трговину са Истоком, чиме је почела британска трговачка, а потом и колонијална експанзија на индијском потконтиненту.
- 1774 — У Филаделфији је почео Први континентални конгрес на којем су се представници 13 америчких колонија успротивили британском утицају у Северној Америци, што је био увод у Амерички рат за независност у априлу 1775.
- 1800 — Британци под командом адмирала Нелсона преузели су од Француза Малту. Париским миром 1814. Британија је и званично добила Малту која је постала важна британска база на путу према Индији.
- 1864 — Флоте Велике Британије, Француске и Холандије напале су Јапанце у теснацу Шимоносеки, за одмазду због одлуке Јапана да затвори своје луке и истера странце.
- 1905 — Миром у Портсмуту (Њу Хемпшир), уз посредовање америчког председника Теодора Рузвелта завршен је Руско-јапански рат. Русија је предала Јапану Порт Артур и признала јапанске интересе у Кореји.
- 1939 — САД су прогласиле неутралност у Другом светском рату, али су касније законима Плати па носи и О зајму и најму помагали оружјем савезничке снаге. Американци су ушли у рат 7. децембра 1941. када су јапанске трупе напале америчку поморску базу Перл Харбур.
- 1960 — Председник Конга (Заира) Жозеф Касавубу сменио је вођу национално-ослободилачког покрета и првог конгоанског премијера Патриса Лумумбу.
- 1972 — Минхенски масакр - припадници палестинске терористичке организације „Црни септембар“ киднаповали су, а потом убили 11 израелских спортиста, учесника Олимпијских игара у Минхену. У 24-часовној пуцњави на аеродрому, погинула су и четворица терориста и један западнонемачки полицајац.
- 1977 — Западнонемачки терористи су отели председника Федерације западнонемачке индустрије Ханса Мартина Шлејера, чије је тело пронађено 19. октобра 1977. у Француској.
- 1990 — Премијери Северне и Јужне Кореје сусрели су се у Сеулу, на првим званичним разговорима на високом нивоу између двеју земаља подељених после Корејског рата 1953.
- 1995 — Француска је извела прву у серији атомских проба на пацифичком острву Муруроа, што је изазвало осуду широм света и масовне протесте, посебно у Аустралији и на Тахитију.
- 2001 — Државни тужилац Перуа подигао је оптужницу против бившег председника Алберта Фуџиморија због умешаности у два масакра које су извршили парамилитарни одреди раних деведесетих.
- 2008 — Томислав Николић поднео оставку на дужност заменика председника Српске радикалне странке и шефа посланичке групе СРС у Скупштини Србије, након што је Председнички колегијум странке одлучио да СРС гласа против Споразума о стабилизацији и придруживању са Европском унијом.

## Рођења
- 1568 — Томазо Кампанела, италијански филозоф, теолог, астролог и песник. (прем. 1639)
- 1638 — Луј XIV, француски краљ (1643—1715), познат и као Краљ Сунце. (прем. 1715)
- 1704 — Морис Кентен де ла Тур, француски сликар. (прем. 1788)
- 1735 — Јохан Кристијан Бах, немачки композитор. (прем. 1782)
- 1902 — Дарил Ф. Занук, амерички продуцент, сценариста, редитељ и глумац. (прем. 1979)
- 1912 — Џон Кејџ, амерички композитор, музички теоретичар, уметник, писац и филозоф. (прем. 1992)
- 1929 — Андријан Николајев, совјетски космонаут, трећи човек који је боравио у свемиру. (прем. 2004)
- 1929 — Боб Њухарт, амерички глумац и комичар. (прем. 2024)
- 1930 — Тибор Кашаи, мађарски ветеринар, академик и инострани члан Одељења медицинских наука Српске академије наука и уметности.[1]
- 1939 — Вилијам Девејн, амерички глумац.
- 1939 — Џорџ Лејзенби, аустралијски глумац и модел.
- 1940 — Ракел Велч, америчка глумица и модел. (прем. 2023)
- 1942 — Вернер Херцог, немачки редитељ, сценариста, продуцент, глумац и писац.
- 1946 — Фреди Меркјури, британски рок музичар, најпознатији као фронтмен и певач групе Queen. (прем. 1991)
- 1948 — Ефраим Зуроф, израелски историчар америчког порекла.
- 1951 — Паул Брајтнер, немачки фудбалер.
- 1951 — Мајкл Китон, амерички глумац, продуцент и редитељ.
- 1952 — Здравко Рађеновић, српски рукометаш.
- 1964 — Кевин Сондерсон, амерички ди-џеј и продуцент електронске музике.
- 1966 — Милинко Пантић, српски фудбалер и фудбалски тренер.
- 1967 — Матијас Замер, немачки фудбалер и фудбалски тренер.
- 1967 — Никола Којо, српски глумац, редитељ и ТВ водитељ.
- 1969 — Леонардо Араужо, бразилски фудбалер и фудбалски тренер.
- 1969 — Предраг Смиљковић, српски глумац.
- 1973 — Роуз Макгауан, америчка глумица, списатељица, активисткиња и модел.
- 1981 — Филипо Воландри, италијански тенисер.
- 1981 — Данијел Морено, шпански бициклиста.
- 1983 — Душко Савановић, српски кошаркаш.
- 1984 — Анабела Волис, енглеска глумица.
- 1985 — Џастин Дентмон, амерички кошаркаш.[2]
- 1989 — Кет Грејам, америчка глумица, певачица, плесачица и модел.
- 1990 — Ленс Стивенсон, амерички кошаркаш.
- 1996 — Ришаиро Живковић, холандски фудбалер.

## Смрти
- 1857 — Огист Конт, француски филозоф и математичар. (рођ. 1798)
- 1876 — Мајор Михаило Илић, српски војсковођа, ратник, војни писац, научник и преводилац, погинуо у борбама на Јавору код Ивањице у Првом српско-турском рату.[3] (рођ. 1845)
- 1899 — Јован Ристић, српски државник и историчар.(рођ. 1831)
- 1997 — Мајка Тереза, мисионарка која је живот посветила сиромашним и болесним, нобеловка. (рођ. 1910)
- 2000 — Славко Леовац, председник Академије наука и уметности Републике Српске. (рођ. 1929)[4]
- 2017 — Николас Блумберген, холандско-амерички физичар, добитник Нобелове награде за физику. (рођ. 1920)

## Празници и дани сећања
- Српска православна црква слави:
  - Свештеномученик Иринеј Лионски
  - Свети мученик Луп (Оданије Успенија)